# کورنلیوس وندر استار
کورنلیوس وندر استار، (به انگلیسی: Cornelius Van der Starr) (زاده ۱۵ اکتبر ۱۸۹۲ - درگذشته ۲۰ دسامبر ۱۹۶۸) کارآفرین، بازرگان و مدیر ارشد اجرایی آمریکایی بود، که در سال ۱۹۱۹ گروه بین‌المللی آمریکایی (به‌اختصار: ای‌آی‌جی) را تأسیس نمود.
گروه ای‌آی‌جی هم‌اکنون (۲۰۱۳) بزرگترین شرکت بیمه آمریکاست و پس از شرکت آلمانی آلیانتس، دومین ارائه‌کننده خدمات بیمه در جهان بشمار می‌آید.